# Piet Sielck

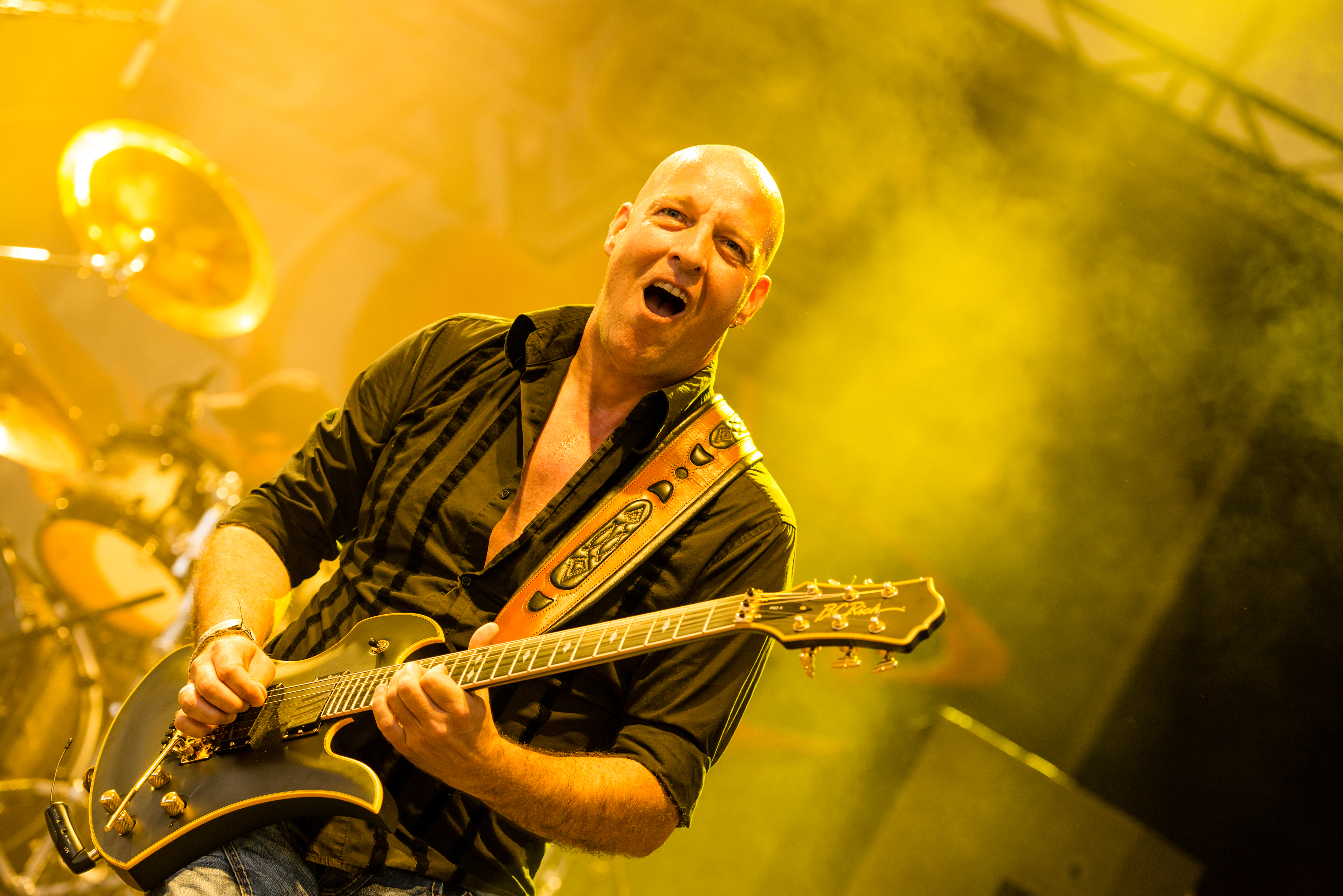
Piet Sielck 2014

Piet Sielck (* 14. November 1964) ist ein deutscher Gitarrist, Sänger, Songwriter und Produzent. Er ist Mitglied und Gründer der Power-/Speed-Metal-Band Iron Savior sowie Besitzer des Powerhouse Studios in Hamburg.

## Werdegang
Sielcks erste musikalische Station war die Band Gentry (aus der sich später Helloween entwickelte), in der er als Jugendlicher zusammen mit Kai Hansen Gitarre spielte. 1982 verließ er die Band und arbeitete zunächst als Tontechniker, zog dann für ein Jahr zu Weiterbildungszwecken nach Los Angeles. Nach seiner Rückkehr begann er eine Karriere als Produzent; seine erste Produktion war Heading for Tomorrow, das Debüt-Album von Gamma Ray, der neuen Band seines alten Freundes Hansen. Weitere namhafte Bands, mit denen er zusammenarbeitete, umfassen Uriah Heep, Saxon und Blind Guardian. Besonders zu letzteren pflegt er eine gute Beziehung, so wirkte er an mehreren ihrer Alben auch als Gastmusiker mit. Darüber hinaus produzierte er auch Alben von jungen und unbekannten Bands wie Beyond Surface.
1996 gründete Sielck seine eigene Band, Iron Savior, zusammen mit Kai Hansen und Blind-Guardian-Schlagzeuger Thomen Stauch. Die beiden stiegen später aus Zeitgründen wieder aus, doch Sielck führte die Band mit neuen Musikern weiter. 2004 stieg er außerdem als Gitarrist bei Stauchs neuer Band Savage Circus ein. Im Dezember 2011 verlässt Sielck Savage Circus, um sich wieder ausschließlich Iron Savior zu widmen. 
Des Weiteren war Sielck einer der drei Geschäftsführer des Labels Dockyard 1, dessen Sitz in Hamburg war. Sielck trat in erster Linie als Geldgeber und Aushängeschild für das Label auf. Das Label stellte 2009 den Betrieb ein.
| Personendaten    | Personendaten                                         |
| ---------------- | ----------------------------------------------------- |
| NAME             | Sielck, Piet                                          |
| KURZBESCHREIBUNG | deutscher Songwriter, Produzent, Gitarrist und Sänger |
| GEBURTSDATUM     | 14. November 1964                                     |